# 相馬将夏
相馬 将夏（そうま まさか、1992年7月10日 - ）は、埼玉県出身の元サッカー選手、サッカー指導者。ポジションはFW。

## 経歴
小学校5年生の時に東京ヴェルディの下部組織に入団。ヴェルディを選択した理由については「雰囲気がフレンドリーで明るかったから」であると述べている。
ユース卒団後は法政大学に進学。2014年12月にはFC町田ゼルビアとカマタマーレ讃岐のセレクションを受けるものの不合格、J3リーグ上位以上のクラブに入れなければサッカーを辞めるとの決意であったものの、踏ん切りがつかず、年明けにブリオベッカ浦安から練習参加への誘いを受けた。その後1月13日に練習に合流し、1月31日にブリオベッカ浦安への内定が発表された。
2018年、松江シティFCに移籍。シーズン終了後に退団した。
2019年3月、北海道十勝スカイアースへの加入が発表された。
2020年1月、モンゴル・リーグのFCウランバートルへの移籍が発表された。しかし新型コロナウイルス感染症の世界的流行で渡航できず練習、公式戦を一度もすることなく契約終了となった。その間は古巣のブリオベッカ浦安、法政大学体育会サッカー部の練習に参加をして、コンディションを維持しつつ、浦安時代に勤務していた会社に再就職をし、収入を得ていた。
2021年3月、ポーランド・IVリガのMKSイランカ・ジェピンに移籍。
2022年、モンゴル・リーグのホブドFCに移籍。2年越しに同リーグの試合に出場することができた。
2023年、古巣の北海道十勝スカイアースに選手兼コーチとして加入した。
2025年1月、クラブよりコーチ退任及び現役引退が発表された。
その後、2025シーズンよりユース時代を過ごした東京ヴェルディアカデミーのジュニアユースコーチに就任することが発表された。

## 個人成績
| 国内大会個人成績 | 国内大会個人成績 | 国内大会個人成績 | 国内大会個人成績 | 国内大会個人成績 | 国内大会個人成績 | 国内大会個人成績 | 国内大会個人成績 | 国内大会個人成績 | 国内大会個人成績 | 国内大会個人成績 | 国内大会個人成績 |
| 年度             | クラブ           | 背番号           | リーグ           | リーグ戦         | リーグ戦         | リーグ杯         | リーグ杯         | オープン杯       | オープン杯       | 期間通算         | 期間通算         |
| 年度             | クラブ           | 背番号           | リーグ           | 出場             | 得点             | 出場             | 得点             | 出場             | 得点             | 出場             | 得点             |
| 日本             | 日本             | 日本             | 日本             | リーグ戦         | リーグ戦         | リーグ杯         | リーグ杯         | 天皇杯           | 天皇杯           | 期間通算         | 期間通算         |
| ---------------- | ---------------- | ---------------- | ---------------- | ---------------- | ---------------- | ---------------- | ---------------- | ---------------- | ---------------- | ---------------- | ---------------- |
| 2010             | 東京VY           | 9                | -                | -                | -                | -                | -                | 1                | 0                | 1                | 0                |
| 2015             | 浦安             |                  | 関東1部          |                  | 0                | -                | -                | -                | -                |                  | 0                |
| 2016             | 浦安             | 15               | JFL              | 8                | 1                | -                | -                | -                | -                | 8                | 1                |
| 2017             | 浦安             | 18               | JFL              | 13               | 1                | -                | -                | 2                | 1                | 15               | 2                |
| 2018             | 松江             | 18               | 中国             | 10               | 2                | -                | -                | 0                | 0                | 10               | 2                |
| 2019             | 十勝             | 17               | 北海道           | 9                | 4                | -                | -                | -                | -                | 9                | 4                |
| 2023             | 十勝             | 31               | 北海道           | 0                | 0                | -                | -                | -                | -                | 0                | 0                |
| 2024             | 十勝             | 31               | 北海道           |                  |                  | -                | -                |                  |                  |                  |                  |
| 通算             | 日本             | 日本             | JFL              | 21               | 2                | -                | -                | 2                | 1                | 23               | 3                |
| 通算             | 日本             | 日本             | 北海道           | 9                | 4                | -                | -                | -                | -                | 9                | 4                |
| 通算             | 日本             | 日本             | 関東1部          |                  | 0                | -                | -                | -                | -                |                  | 0                |
| 通算             | 日本             | 日本             | 中国             | 10               | 2                | -                | -                | 0                | 0                | 10               | 2                |
| 通算             | 日本             | 日本             | 他               | -                | -                | -                | -                | 1                | 0                | 1                | 0                |
| 総通算           | 総通算           | 総通算           | 総通算           |                  | 8                | -                | -                | 3                | 1                |                  | 9                |